# Lorraine O'Grady
Lorraine O'Grady (Boston, 21 de septiembre de 1934-Nueva York, 13 de diciembre de 2024) fue una artista, escritora, traductora y crítica estadounidense. Su trabajo, que se concentró en arte conceptual y arte de performance que integraba instalaciones de fotografía y video, exploró la construcción cultural de la identidad, particularmente la de la subjetividad femenina negra, tal como es moldeada por la experiencia de la diáspora y la hibridez. 
Estudió en el Wellesley College y en el Taller de Escritores de la Universidad de Iowa antes de convertirse en artista a los 45 años. En relación con el propósito del arte, O'Grady dijo en 2016: «Creo que el primer objetivo del arte es recordarnos que somos humanos, sea lo que sea eso. Supongo que la política en mi arte podría ser recordarnos que todos somos humanos».

## Biografía
O'Grady nació en Boston, Massachusetts, el 21 de septiembre de 1934, de padres jamaiquinos, Edwin y Lena O'Grady, quienes ayudaron a establecer St. Cyprian's, la primera iglesia episcopal de las Indias Occidentales en Boston. Atraída por la forma y la estética de la "iglesia alta" de la cercana iglesia de San Juan de Roxbury Crossing, O'Grady recuerda: «La estética de esa experiencia, de los rituales, que son una versión más majestuosa y elegante del catolicismo romano, me marcó de manera permanente. Creí hasta los veinticinco años, hasta que murió mi hermana [Devonia], y luego dejé de creer».
En 1955, O'Grady se graduó de Wellesley College, donde se especializó en economía y en literatura española. En 2017, recibió el premio Wellesley College Alumnae Achievement Award. Realizó una maestría en ficción en el Taller de Escritores de la Universidad de Iowa antes de convertirse en artista en 1980. Antes de convertirse en artista, O'Grady trabajó como analista de inteligencia para el Departamento de Trabajo y Estado en D.C., traductora profesional y crítica de rock. Vivió y trabajó en el Meatpacking District de la ciudad de Nueva York.
O'Grady murió en su casa de la ciudad de Nueva York, el 13 de diciembre de 2024, a los 90 años de edad.

### Exposiciones
O'Grady expuso por primera vez a los 45 años, después de carreras exitosas como analista de inteligencia gubernamental, traductor literario y comercial y crítico de rock, entre otros. Su obra, fuertemente feminista, ha sido ampliamente exhibida, particularmente en la ciudad de Nueva York y Europa. La temprana actuación de O'Grady, Mademoiselle Bourgeoise Noire, recibió un nuevo reconocimiento cuando se utilizó como punto de entrada a la histórica exhibición WACK!. El arte y la revolución feminista, la primera muestra en un museo general de este innovador movimiento artístico. Su práctica, aparentemente ubicada y definiendo el punto intermedio entre el modernismo y un presente «no del todo posmodernista», ha sido objeto de un interés cada vez mayor desde que recibió dos artículos en la portada de la edición de mayo de 2009 de la revista Artforum. En diciembre de 2009 realizó una exposición individual en la feria de arte contemporáneo más importante de Estados Unidos, Art Basel Miami Beach. Posteriormente, O'Grady fue uno de los 55 artistas seleccionados para su inclusión en la Bienal Whitney de 2010. Desde entonces, su obra apareció en muchas exposiciones fundamentales, entre ellas: This Will Have Been: Art, Love & Politics in the 1980s ; Radical Presence: Black Performance in Contemporary Art, y En Mas': Carnival and Performance Art of the Caribbean.

## Premios
En 1995, obtuvo la Beca Bunting en Artes Visuales en el Instituto Radcliffe de Estudios Independientes de la Universidad de Harvard. Allí se sumergió en Internet durante sus primeros años.
Entre 1997 y 1998 fue investigadora principal del Centro Vera List de Arte y Política de la New School University. En 2009 recibió el premio Anonymous Was A Woman, una beca Rockefeller de United States Artists en Artes Visuales en 2011, el Premio Feminista Distinguida de la College Art Association en 2014 y un Premio Creative Capital en Artes Visuales en 2015.
En octubre de 2017 recibió el premio Alumnae Achievement Award, el máximo honor otorgado a las exalumnas Wellesley College.
En 2024, O'Grady recibió una beca Guggenheim en Bellas Artes.

## Colecciones
La obra de O'Grady se encuentra en las colecciones permanentes del Museo de Arte Moderno de Nueva York;  el Instituto de Arte de Chicago, Illinois; el Museo de Brooklyn, Nueva York; el Museo y Centro Cultural Davis, Wellesley, Massachusetts; el Museo Fogg de Harvard, Cambridge, Massachusetts; el Museo de Arte del Condado de Los Ángeles, California; el Museo de Arte Rose, Universidad Brandeis, Waltham, Massachusetts; el Studio Museum de Harlem, Nueva York; el Wadsworth Atheneum, Hartford, Connecticut; el Walker Art Center, Minneapolis, Minnesota; el Museo de Arte de Worcester, Massachusetts, y el Museo de Arte Pérez de Miami.